# Vegeta
Vegeta je univerzalni dodatak slanim jelima kojeg proizvodi Podravka. 
Sadrži jedinstvenu kombinaciju nekoliko vrsta začina i sedam vrsta sušenog povrća. Jedan je od najpoznatijih izvornih hrvatskih proizvoda, a u uporabi je u više od 40 zemalja širom svijeta.

## Povijest
Vegetu je 1959. izumila Zlata Bartl koja je u to vrijeme bila voditeljica tima u istraživačkom laboratoriju Podravke. Dvije godine poslije proizvodnja je narasla na tada respektabilnih 16 tona. Dvanaest godina od izuma, Vegeta 1971. ime iz Vegeta 40 mijenja u - Vegeta. Daljnjim razvojem proizvoda 1974. brand dobiva svoju kulinarsku emisiju "Male tajne velikih majstora kuhinje", s poznatim dvojcem Oliverom Mlakarom i Stevom Karapandžom. Od 1989. godini Vegeta se izvozi na tri kontinenta: Europu, Ameriku i Australiju. Daljnjim rastom potreba 2005. se uvode novi sastavi prilagođeni različitim namjenama pod nazivom Vegeta Mediteran, a 2010. paleta proizvoda dodatno se proširuje na proizvode Vegeta Natur, a 2013. na tekuće marinade. Tijekom više od 50 godina na tržištu Vegeta osvojila brojne nagrade i priznanja za kvalitetu.
Tijekom godina postojanja uvedene su i dodatne linije proizvoda s različitim namjenama koji se danas mogu podijeliti u nekoliko skupina pod nazivima: Classic, Natur, Grill i Twist.

## Sastav Vegete
Sastojci Vegete navedeni na pakiranju (proizvodnja 2008.):
- kuhinjska sol do 56%
- sušeno povrće 15,5% (mrkva, pastrnjak, luk, celer, peršinov list)
- pojačivači okusa (mononatrijev glutaminat do 15%, dinatrijev inozinat)
- šećer
- začini
- kukuruzni škrob
- bojilo (riboflavin)

| 100 g Vegete sadrži prosječno | 100 g Vegete sadrži prosječno |
| ----------------------------- | ----------------------------- |
| Energetska vrijednost         | 583 kJ (137 kcal)             |
| Bjelančevina                  | 8,5 g                         |
| Ugljikohidrata                | 24,5 g                        |
| Masti                         | 0,6 g                         |

## Vanjske poveznice
- Vegeta
- O vegeti na stranicama Hrvatskog informativnog centra  Arhivirana inačica izvorne stranice od 18. lipnja 2007. (Wayback Machine)
- Vegeta Hrvatska tehnička enciklopedija, portal hrvatske tehničke baštine. LZMK